# Garra rotundinasus
Garra rotundinasus är en fiskart som beskrevs av Zhang 2006. Garra rotundinasus ingår i släktet Garra och familjen karpfiskar. Inga underarter finns listade i Catalogue of Life.